# Vermezzo con Zelo
Vermezzo con Zelo (distintamente Vermezz, AFI: [verˈmɛs], e Zel, AFI: [dzeːl], in dialetto milanese) è un comune italiano di 5 984 abitanti della città metropolitana di Milano in Lombardia.

## Storia
È stato istituito l'8 febbraio 2019 tramite la fusione dei comuni di Vermezzo e di Zelo Surrigone. In precedenza era già esistito due secoli prima durante il governo di Napoleone.

### Simboli
Lo stemma e il gonfalone sono stati concessi con decreto del presidente della Repubblica del
19 ottobre 2021.
Lo stemma riunisce i simboli dei vecchi comuni di Vermezzo e di Zelo Surrigone. 
Il gonfalone è un drappo di bianco.

## Monumenti e luoghi d'interesse
- Chiesa di San Zenone
- Chiesa di Santa Giuliana e Beata Vergine del Carmelo

## Società

### Evoluzione demografica
Abitanti censiti